# ديك نورمان (لاعب كرة قدم أمريكية)
ديك نورمان (بالإنجليزية: Dick Norman)‏ هو لاعب كرة قدم أمريكية أمريكي، ولد في 14 سبتمبر 1938 في داوني في الولايات المتحدة.

## وصلات خارجية
- ديك نورمان على موقع مرجع كرة القدم المحترفة.كوم (الإنجليزية)